# Nepheloleuca bernadaria
Nepheloleuca bernadaria är en fjärilsart som beskrevs av Charles Oberthür 1911. Nepheloleuca bernadaria ingår i släktet Nepheloleuca och familjen mätare. Inga underarter finns listade i Catalogue of Life.